# 社会福祉士
社会福祉士（しゃかいふくしし、英: Certified Social Worker）は、福祉系で精神保健福祉士、介護福祉士に並ぶ、名称独占資格の国家資格である。名称に福祉士が入る3資格を三福祉士と俗称する。社会福祉士及び介護福祉士法を用い、医療・福祉・教育・行政機関などで、日常生活に支障がある者の相談に助言、指導、援助を行なう専門職である。資格登録者数は2020年現在で25万7293人。

## 概要
社会福祉士はジェネリックな力量を活用し、保健・医療 (MSW）、児童福祉、高齢者福祉、障害者福祉、行政、司法、その他の社会福祉業務全般を行う『ジェネラリスト・ソーシャルワーカー』的な位置づけである。精神保健福祉士は精神障害者の保健及び福祉分野を行う『スペシフィック・ソーシャルワーカー』とされる。社会福祉士は英語で「Certified Social Worker」だが、「ソーシャルワーカー」の呼称を独占しない。社会福祉士と精神保健福祉士又は介護福祉士の国家資格を同時に取得することも可能である。精神保健福祉士の追加・同時取得の場合、国家試験の一部科目免除がある。試験科目は学際的で、受験者のは大学卒業者や福祉系大学卒業者が多い。
医師、歯科医師、薬剤師などの業務独占資格と異なり、理学療法士や管理栄養士などと同様に名称独占資格だが、近年は医療保険点数で退院支援加算、がん連携パス、介護連携指導料などが新設され、保険加算のための人員配置基準となり、医療ソーシャルワーカーの必置資格として医療機関で社会福祉士を保持することが実質的な採用条件とされている。2006年介護保険法改正により、各市区町村の地域包括支援センターでは社会福祉士の資格を保有する者のみがクライエントからの相談業務、サービス事業者及び行政との連携業務を行う人員設置基準（必置資格）となった。また、障害者福祉施設において社会福祉士の配置による加算、児童福祉施設の最低基準の改正に伴い職員配置基準の一つとして社会福祉士が加えられたため、名称独占資格でありながら業務独占的な要素を持ち合わせている。2015年には文部科学省の一部改正により、スクールソーシャルワーカーは社会福祉士の資格を有する者のうちから行うことと改正された。条文上、成年後見制度に於いて弁護士、司法書士に並び職能職業後見人と認められる3士業のうちの一つである。
職能団体としては、日本社会福祉士会がある。ただし、法務系の資格のように強制加入制を採っていないため組織率は20パーセントほど。類義資格の社会福祉主事任用資格は公的資格であり、国家資格ではない。

## 歴史
1945年から1952年に高度経済成長による社会変動で社会福祉の需要が増大し、社会福祉主事の資格が立案される。1960年から1966年にソーシャルワークの専門性が問われ、1971年11月に社会福祉士国家資格の試案が公表されるも反対されて廃止となる。高齢化に伴い、福祉の民間移行が進捗し、福祉従事者の量的・質的確保が急務となったことから、1986年5月26日に社会福祉士・介護福祉士国家資格が制定される。社会福祉士の需要に関しては不明確なまま進められ、他の学問領域や学問分野から無差別に概念を借用し、その背景にある理論や理念を無視し、誤訳を犯し、重要な結節点では美辞麗句の抽象概念で補われて構築された。それまで社会福祉士の専門性を客観的・実証的に証明できず、法案すらままならぬ状況で、医療ソーシャルワーカーも社会福祉士国家資格の対象ではなかったが、身分法を定めることにより、労働条件や待遇の向上を図る運動において一致し、国家資格化の動きが強まった。社会福祉士国家資格化後、官僚の天下り先確保と学校の志願者数確保が利害一致し、各大学が社会福祉学部・学科を設立、意味も分からずに資格を有り難がる学生を惹き付けた。

## 定義
社会福祉士及び介護福祉士法（第二条第一項）において『社会福祉士』とは第二十八条の登録を受け社会福祉士の名称を用いて、専門的知識及び技術をもって、身体上若しくは精神上の障害があること又は環境上の理由により日常生活を営むのに支障がある者の福祉に関する相談に応じ、助言、指導、福祉サービスを提供する者、又は医師その他の保健医療サービスを提供する者その他の関係者（第四十七条において「福祉サービス関係者等」という。）との連絡及び調整その他の援助を行うこと（第七条及び第四十七条の二において「相談援助」という。）を業とする者、をいう。

## 育成・役割
社会福祉士国家試験受験資格を得るには大学等の指定養成機関で指定の科目の履修及び行政や医療機関、福祉施設等での実習を行う必要がある。社会福祉士は受験資格を取得後、国家試験に合格した者のみに与えられる。過去5年間（2010年 - 2015年）において、おおむね社会福祉士合格率は25-28%となっている。世の中における社会福祉専門職の需要が高まるなか、近年は、社会福祉士国家試験自体が難化しており、合格率が低い国家資格の一つである。
学士を持たない人が福祉研究のため大学院に個別入学資格審査できる資格である。
診療報酬における評価として退院調整加算や介護支援連携指導料などがある。
市区町村の地域包括支援センターでは必置資格である。
成年後見制度において、3大専門職後見人として弁護士、司法書士と並び社会福祉士は認められる。

## 識見の範囲
日本国によって担保されている社会福祉士の見識の範囲を把握するにあたっては、受験資格、社会福祉士国家試験出題基準及び試験科目別出題基準、合格基準、および合格年次などが判断材料となる。
社会福祉士となるには毎年2月上旬に実施される社会福祉士国家試験に合格して登録資格要件を有する者が、厚生労働大臣指定登録機関である公益財団法人社会福祉振興・試験センターに社会福祉士として氏名、生年月日、登録番号、登録年月日、本籍地都道府県名（日本国籍を有しない者は、その国籍）及び合格年月の登録を受けなければならない。ただし法令により定められた欠格事由（成年被後見人又は被保佐人、禁錮以上の刑に処せられているなど）に該当する者は登録を受けられない。したがってそれぞれの登録資格要件を有している者が、試験センターに登録の申請をし登録簿に登録されることによって、社会福祉士としての名称を使用できることになる。試験センターは登録簿に登録したとき、登録者に対してその証として定められた登録事項を記載した「登録証」を交付することになっている。

## 社会福祉士資格に付与される資格
- 無試験・講習（社会福祉士資格があることにより付与される資格）
  - 社会福祉主事任用資格/児童自立支援専門員/児童生活指導員任用資格/児童指導員任用資格/家庭支援専門相談員/福祉用具専門相談員/認定社会福祉士/福祉用具プランナー/母子支援員任用資格/児童の遊びを指導する者任用資格など
- 有試験（一部科目が免除される資格）
  - 精神保健福祉士、保育士
- その他
  - 社会福祉士は様々な高齢・児童・障害者等施設の設備及び運営に関する基準により、多くの福祉施設の長の要件とされている。

## 社会福祉士養成施設
社会福祉士養成施設（しゃかいふくししようせいしせつ）とは、社会福祉士養成校のことで社会福祉士の養成施設。
社会福祉士介護福祉士養成施設指定規則第3条第1号ヲ及び第5条第14号イ・社会福祉士介護福祉士学校指定規則第3条第1号ヲ及び第5条第14号イ並びに社会福祉に関する科目を定める省令第4条第6号の規定により、設置される。
養成課程は大別して3つあり、指定科目（厚労省告示第200号）19科目と基礎科目（厚労省告示第201号）（指定科目から相談援助演習・相談援助実習指導・相談援助実習を除いた）16科目を養成校等で修了したのち、実務経験等の条件によって入学する「社会福祉士一般・短期養成施設等」を修了した者に大別される（社会福祉に関する科目を定める省令 平成20年3月24日文部科学省・厚生労働省令第3号）。
履修科目に関しては社会福祉士養成課程指定科目を参照のこと（各教育機関により単位科目名が異なり、1つの科目でも複数の科目での単位取得が必要とされている場合がほとんどである）。

### 社会福祉士試験受験資格
社会福祉士試験は、社会福祉士及び介護福祉士法第7条2項の各号のいずれかに該当する者でなければ、受けることができない。
1. 学校教育法に基づく大学（短期大学を除く）において厚生労働大臣の指定する社会福祉に関する科目（以下この条において「社会福祉士養成指定科目」）を修めて卒業した者その他その者に準ずるものとして厚生労働省令で定める者。
2. 学校教育法に基づく大学において厚生労働大臣の指定する社会福祉に関する基礎科目（以下この条において「社会福祉士養成課程基礎科目」）を修めて卒業した者その他その者に準ずるものとして厚生労働省令で定める者であって、文部科学大臣及び厚生労働大臣の指定した学校、厚生労働大臣の指定した職業能力開発促進法第15条の6第1項各号に掲げる施設若しくは同法第27条第1項に規定する職業能力開発総合大学校（以下「職業能力開発校等」という。）又は厚生労働大臣の指定した養成施設（以下「社会福祉士短期養成施設等」という。）において6月以上社会福祉士として必要な知識及び技能を修得したもの。
3. 学校教育法に基づく大学を卒業した者その他その者に準ずるものとして厚生労働省令で定める者であって、文部科学大臣及び厚生労働大臣の指定した学校、厚生労働大臣の指定した職業能力開発校等又は厚生労働大臣の指定した養成施設（以下「社会福祉士一般養成施設等」という。）において1年以上社会福祉士として必要な知識及び技能を修得したもの。
4. 学校教育法に基づく短期大学（修業年限が3年であるものに限る。）において社会福祉士養成課程指定科目を修めて卒業した者（夜間において授業を行う学科又は通信による教育を行う学科を卒業した者を除く。）その他その者に準ずるものとして厚生労働省令で定める者であって、厚生労働省令で定める施設（以下この条において「指定施設」という。）において1年以上相談援助の業務に従事したもの。
5. 学校教育法に基づく短期大学（修業年限が3年であるものに限る。）において社会福祉士養成課程基礎科目を修めて卒業した者（夜間において授業を行う学科又は通信による教育を行う学科を卒業した者を除く。）その他その者に準ずるものとして厚生労働省令で定める者であって、指定施設において1年以上相談援助の業務に従事した後、社会福祉士短期養成施設等において6月以上社会福祉士として必要な知識及び技能を修得したもの。
6. 学校教育法に基づく短期大学（修業年限が3年であるものに限る。）を卒業した者（夜間において授業を行う学科又は通信による教育を行う学科を卒業した者を除く。）その他その者に準ずるものとして厚生労働省令で定める者であって、指定施設において1年以上相談援助の業務に従事した後、社会福祉士一般養成施設等において1年以上社会福祉士として必要な知識及び技能を修得したもの。
7. 学校教育法に基づく短期大学において社会福祉士養成課程指定科目を修めて卒業した者その他その者に準ずるものとして厚生労働省令で定める者であって、指定施設において2年以上相談援助の業務に従事したもの。
8. 学校教育法に基づく短期大学において社会福祉士養成課程基礎科目を修めて卒業した者その他その者に準ずるものとして厚生労働省令で定める者であって、指定施設において2年以上相談援助の業務に従事した後、社会福祉士短期養成施設等において6月以上社会福祉士として必要な知識及び技能を修得したもの。
9. 学校教育法に基づく短期大学又は高等専門学校を卒業した者その他その者に準ずるものとして厚生労働省令で定める者であって、指定施設において2年以上相談援助の業務に従事した後、社会福祉士一般養成施設等において1年以上社会福祉士として必要な知識及び技能を修得したもの。
10. 指定施設において4年以上相談援助の業務に従事した後、社会福祉士一般養成施設等において1年以上社会福祉士として必要な知識及び技能を修得した者。
11. 児童福祉法に定める児童福祉司、身体障害者福祉法に定める身体障害者福祉司、社会福祉法に定める福祉に関する事務所に置かれる同法第15条第1項第1号に規定する所員、知的障害者福祉法に定める知的障害者福祉司並びに老人福祉法第6条及び第七条に規定する社会福祉主事であった期間が4年以上ある者[18][19]である。

### 一般養成施設と短期養成施設の違い
社会福祉士一般養成施設
上記法7条2項の各号のうち「社会福祉士一般養成施設等において1年以上社会福祉士として必要な知識及び技能を修得したもの。」と記載されているもので、履修科目には社会福祉援助技術演習・社会福祉援助現場実習指導・社会福祉援助技術実習が含まれる。
そのうち社会福祉援助技術演習は必須項目であるが、実務経歴により社会福祉援助現場実習指導・社会福祉援助技術実習は免除される。（相談援助実習免除がされない場合の修業期間は1年～2年と養成機関によって違いはあるが、2～3月修業期間が短縮される又はその期間の教育がない）。
社会福祉士短期養成施設
「社会福祉士短期養成施設等において6月以上社会福祉士として必要な知識及び技能を修得したもの。」と記載されているもので、履修科目には一般養成施設と同様に社会福祉援助技術演習・社会福祉援助現場実習指導・社会福祉援助技術実習が含まれる。
そのうち社会福祉援助技術演習は必須項目であるが、実務経歴により社会福祉援助現場実習指導・社会福祉援助技術実習は免除される。（相談援助実習が免除されない場合の修業期間は9月～11月の修業期間であるが実習免除の場合、教育機関によって違いがあるが、2～3月修業期間が短縮されるまたはその期間の教育がない）。

## 指定科目
指定科目（2009年度以降入学者に適用）
括弧内は、大学の講義科目名称例（句点で区切っている場合は、複数の科目の履修により指定科目を履修したとみなされるもの）。なお、◎の付加された指定科目は、精神保健福祉士の指定科目との共通科目の扱いを受ける。ここでの講義科目名称事例は、福祉 (教科)#教職課程に準じて記載している。
- ◎人体の構造と機能及び疾病（医学一般）
- ◎心理学理論と心理的支援（福祉心理学）
- ◎社会理論と社会システム（福祉社会学）
- ◎現代社会と福祉（社会福祉原論(職業指導を含む)）
- 社会調査の基礎（社会調査の基礎）
- 相談援助の基盤と専門職（社会福祉援助技術総論）
- 相談援助の理論と方法I（社会福祉援助技術論A、同B）
- 相談援助の理論と方法II（社会福祉援助技術論A、同B）
- ◎地域福祉の理論と方法（地域福祉論）
- ◎福祉行財政と福祉計画（福祉行財政と福祉計画）
- 福祉サービスの組織と経営（福祉経営論）
- ◎社会保障（社会保障論）
- 高齢者に対する支援と介護保険制度（高齢者福祉論、介護概論）
- ◎障害者に対する支援と障害者自立支援制度（障害者福祉論）
- 児童や家庭に対する支援と児童・家庭福祉制度（児童・家庭福祉論）
- ◎低所得者に対する支援と生活保護制度（公的扶助論）
- ◎保健医療サービス（保健医療サービス論）
- 就労支援サービス（就労支援サービス論）
- ◎権利擁護と成年後見制度（福祉法学）
- 更生保護制度（更生保護制度論）
- 相談援助演習（社会福祉援助技術演習A、同B、同C）
- 相談援助実習指導（社会福祉援助技術実習指導A、同B）
- 相談援助実習（社会福祉援助技術実習）

中央法規出版の通称「養成講座」など国家試験対策テキストでは、更生保護制度までの20科目の順番に番号を振って対応させている。演習・実習指導・実習については、出版社により対応が異なる。前述の「養成講座」の場合はこの3科目がない代わりに21番に「資料編」を設定している。
旧指定科目（2008年度以前入学者に適用）
括弧内は、現行の指定科目に置き換えた大学の講義科目名称例（句点で区切っている場合は、複数の科目の履修により指定科目を履修したとみなされるもの。ただし科目自体が変質したケースや入るカテゴリが変更された場合は「該当科目なし」としている）。なお◎の付加された指定科目は、精神保健福祉士の指定科目との共通科目の扱いを受ける。
- ◎社会福祉原論（社会福祉原論(職業指導を含む)）
- 老人福祉論（高齢者福祉論、介護概論）
- 障害者福祉論（障害者福祉論）
- 児童福祉論（児童・家庭福祉論）
- ◎社会保障論（社会保障論）
- ◎公的扶助論（公的扶助論）
- ◎地域福祉論（地域福祉論）
- 社会福祉援助技術論I（現行の「社会調査の基礎」の内容を一部含むが、それ以外の部分は該当科目なし）
- 社会福祉援助技術論II（該当科目なし）
- ◎心理学（福祉心理学）
- ◎社会学（福祉社会学）
- ◎法学（福祉法学、更生保護制度論）
- ◎医学一般（医学一般、保健医療サービス論）
- 介護概論（該当科目なし）
- 社会福祉援助技術演習（該当科目なし）
- 社会福祉援助技術現場実習指導（社会福祉援助技術実習指導B）
- 社会福祉援助技術現場実習（社会福祉援助技術実習）

旧指定科目では該当科目自体がなかったが、現行の指定科目では「福祉行財政と福祉計画」、「福祉サービスの組織と経営」、「就労支援サービス」3指定科目が全くの新規科目として追加され、旧指定科目を継続して履修させているケースの学生等に対して便宜を図っている場合もある。ちなみに中央法規出版の旧「養成講座」では演習は刊行されていたが、現場実習指導・現場実習についてはやはり刊行されておらず、代わって「資料編」を設定していた。
なお「社会福祉援助技術論I・II」の後継としては、新たに「社会調査の基礎」、「相談援助の基盤と専門職」、「相談援助の理論と方法I・II」を設定することで対処している。「介護概論」が現行の指定科目で廃止された代わりに、「老人福祉論」の後継である「高齢者に対する支援と介護保険制度」の部分で「（旧）介護概論」の内容を一部包括する形で対応している。「（旧）演習・現場実習指導・現場実習」については、現行の指定科目（演習・実習指導・実習）では内容変更およびトータルの単位数が大幅に増加されたため、直接の後継となる科目のみを表示しすべてを表示していない。
科目分割や統合などによって、新指定科目で科目履修する場合と旧指定科目で科目履修する場合とでは単位数や履修コマ数が大きく変化しているものもある。また教育機関により、教職課程の「教科に関する科目」（高等学校福祉など）や、福祉心理士、社会福祉主事任用資格などとの共通科目扱いとする場合は、単位数を他の資格側に併せて社会福祉士の本来必要な最低単位数よりも多めに設定するケースもある。
また、社会福祉援助技術演習・社会福祉援助現場実習指導・社会福祉援助技術実習を取得単位としては認めるが、卒業単位に含まない教育機関も存在する。

## 合格基準点の推移
| 実施回           | 満点 (括弧内は 科目免除者) | 合格基準点 (括弧内は 科目免除者) | 合格率 (%) | 合格に必要 な得点率 (％) |
| ---------------- | -------------------------- | -------------------------------- | ---------- | ------------------------ |
| 第25回 2013年2月 | 150 (67)                   | 72 (33)                          | 18.8       | 48                       |
| 第26回 2014年2月 | 150 (67)                   | 84 (37)                          | 27.5       | 56                       |
| 第27回 2015年2月 | 150 (67)                   | 88 (37)                          | 27.0       | 58.6                     |
| 第28回 2016年2月 | 150 (67)                   | 88 (38)                          | 26.2       | 58.6                     |
| 第29回 2017年2月 | 150 (67)                   | 86 (36)                          | 25.8       | 57.3                     |
| 第30回 2018年2月 | 150 (67)                   | 99 (43)                          | 30.2       | 66                       |
| 第31回 2019年2月 | 150 (67)                   | 89 (39)                          | 29.9       | 59.3                     |
| 第32回 2020年2月 | 150 (67)                   | 88 (37)                          | 29.3       | 58.6                     |
| 第33回 2021年2月 | 150 (67)                   | 93 (40)                          | 29.3       | 62                       |
| 第34回 2022年2月 | 150 (67)                   | 105 (47)                         | 31.1       | 70                       |

## 社会福祉士の資格を持つ著名人
- 池田真紀 - 政治家、東京都板橋福祉事務所 元職員
- 尾辻かな子 - 政治家、一般社団法人LGBT政策情報センター 代表理事
- 泉房穂 - 政治家、弁護士
- 斉藤とも子 - 女優、神戸親和女子大学客員教授
- 東徹 - 政治家、大阪保健福祉専門学校 元社会福祉副学科長
- 加納三代 - 政治家、慶應義塾大学グローバルセキュリティ研究所 元助教
- 大椿裕子 - 政治家、参議院議員、大阪教育合同労働組合 元執行委員長
- 玉木幸則 - テレビタレント、NPO法人メインストリーム協会理事
- 藤田孝典  - 社会運動家、NPO法人ほっとプラス理事[21]
- 麓幸子 - 著述家、元日経ウーマン編集長